# Narman
Narman là một huyện thuộc tỉnh Erzurum, Thổ Nhĩ Kỳ. Huyện có diện tích 903 km² và dân số thời điểm năm 2007 là 18277 người, mật độ 20 người/km².